# Tefik Osmani
Tefik Osmani (Korçë, Condado de Korçë, Albania, 8 de junio de 1985) es un exfutbolista de Albania que jugaba de defensa.
El 17 de agosto de 2020, tras 18 años como profesional, anunció su retirada.

## Clubes
| Club                    | País    | Año       |
| ----------------------- | ------- | --------- |
| K. F. Skënderbeu Korçë  | Albania | 2002-2003 |
| K. S. Tomori Berat      | Albania | 2003-2004 |
| F. K. Partizani         | Albania | 2004      |
| K. S. Elbasani          | Albania | 2005      |
| PFK Metalurg Zaporizhia | Ucrania | 2005-2006 |
| K. S. Elbasani          | Albania | 2006-2007 |
| F. K. Partizani         | Albania | 2007-2008 |
| K. F. Tirana            | Albania | 2008-2011 |
| K. S. Teuta             | Albania | 2011-2012 |
| K. S. Vllaznia Shkodër  | Albania | 2012-2013 |
| K. S. Teuta             | Albania | 2013-2014 |
| K. F. Skënderbeu Korçë  | Albania | 2014-2018 |
| K. S. Teuta             | Albania | 2018-2019 |
| K. F. Tirana            | Albania | 2019-2020 |

## Palmarés
| Título               | Club                   | País    | Año  |
| -------------------- | ---------------------- | ------- | ---- |
| Superliga de Albania | K. F. Tirana           | Albania | 2009 |
| Copa de Albania      | K. F. Tirana           | Albania | 2011 |
| Supercopa de Albania | K. F. Skënderbeu Korçë | Albania | 2014 |
| Superliga de Albania | K. F. Skënderbeu Korçë | Albania | 2015 |
| Superliga de Albania | K. F. Skënderbeu Korçë | Albania | 2016 |
| Superliga de Albania | K. F. Skënderbeu Korçë | Albania | 2018 |
| Copa de Albania      | K. F. Skënderbeu Korçë | Albania | 2018 |
| Superliga de Albania | K. F. Tirana           | Albania | 2020 |